# Anticentre galactique
Zone géographique
Point
L'anticentre galactique est une direction dans l'espace directement opposée au centre galactique, vu de la Terre. Cette direction correspond à un point sur la sphère céleste.
Du point de vue d'un observateur sur Terre, l'anticentre galactique est situé dans la constellation du Cocher, la nébuleuse du Crabe et l'étoile brillante Beta Tauri (Elnath) semblent les plus proches de ce point. Pour les observateurs aux jumelles et au télescope dans des endroits où le ciel est sombre, l'étoile HIP 27180 de magnitude 8,5 semble la plus proche de ce point.